# World Snooker Tour
Die World Snooker Tour (WST), auch als Snooker Main Tour bezeichnet, ist eine Spielsaison der Sportart Snooker, die aus zuvor festgelegten Turnieren besteht. Dazu gehören Weltranglisten- und Einladungsturniere. Die WST beginnt im Spätsommer und endet mit dem Höhepunkt der Saison, der Snookerweltmeisterschaft, Anfang Mai. Organisiert wird sie von der WPBSA (World Professional Billiards and Snooker Association).

## Turniere

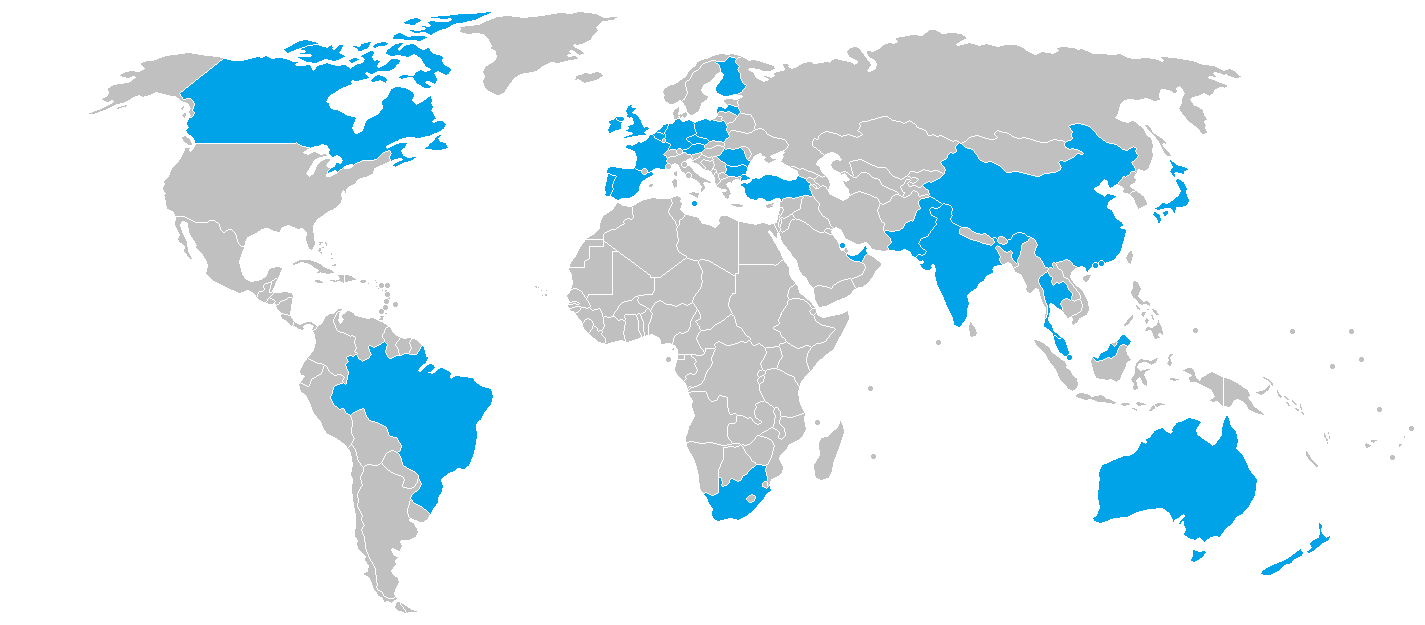
Blau markiert: Länder, die bereits mindestens ein Snooker-Main-Tour-Event ausgetragen haben oder für die eines für die aktuelle bzw. kommende Saison geplant ist

Anzahl und Austragungsort der Turniere der Tour wechseln zwar relativ häufig; einige Turniere, wie die UK Championship, die als zweitwichtigstes Turnier gilt, sind jedoch seit Jahrzehnten fester Bestandteil der Saison. Die meisten Turniere fanden historisch in Großbritannien statt. Im Laufe der Zeit sind aber weitere Länder hinzugekommen (vgl. Karte), so dass inzwischen eine größere Zahl von Turnieren außerhalb Großbritanniens stattfindet. In Deutschland werden seit der Saison 2022/23 mit dem German Masters in Berlin und dem European Masters in Fürth (2022/23) bzw. Nürnberg (2023/24) zwei Ranglistenturniere ausgetragen.
Im Vergleich zu anderen Individualsportarten, war die Anzahl der Turniere lange Zeit sehr gering. Bis zur Saison 2009/10 waren es in der Regel unter zehn Turniere, auf denen Weltranglistenpunkte vergeben wurden. Seitdem stieg die Zahl der Turniere jedoch deutlich. In der Saison 2024/25 sind 17 Ranglisten-Turniere geplant.

## Rangliste
Auf der WST spielen Stand 2024 üblicherweise 128 Spieler. Die Rangliste dieser Spieler ergibt sich aus den Preisgeldern, die sie in den Ranglistenturnieren der letzten 2 Jahre gewannen. Diese bewegen sich in einem Bereich von wenigen hundert Pfund in der Erstrunde von Qualifikationsturnieren bis zu 500.000 GBP (Saison 2023/24) für den Sieger der Weltmeisterschaft. Die Rangliste wird mehrmals jährlich nach wichtigen Turnieren aktualisiert.
Neben dieser offiziellen Rangliste wird ein sogenanntes Provisional Ranking geführt, das ständig, also auch während laufender Turniere, aktualisiert wird. Außerdem gibt es ein Season Ranking, bei dem nur die Preisgelder der jeweils laufenden Saison erfasst werden.

## Turnierteilnahme – Setzliste
Bis zur Saison 2013/2014 war für die Teilnahme an einzelnen Turnieren die Positionierung eines Spielers auf einer Setzliste entscheidend. Der Titelverteidiger hatte meist Platz 1 der Setzliste, der amtierende Weltmeister (falls nicht zugleich Titelverteidiger) Platz 2. Die weiteren Plätze gingen an die anderen Spieler der WST in der Reihenfolge der Rangliste. Dabei waren die besten 16 Spieler automatisch qualifiziert, die anderen mussten eine oder mehrere Qualifikationsrunden durchlaufen. Über die Anzahl der Qualifikationsrunden entschied die Listenposition; die Spieler der Positionen 17–32 spielen nur eine Qualifikationsrunde, alle tiefer platzierten zwei Runden oder mehr.
Mit der Saison 2013/2014 erfolgte ein Übergang zu einer flachen Struktur. Es wird eine Reihe von Turnieren ohne vorgeschaltete Qualifikationsrunde gespielt. Hierzu sind alle 128 Spieler der WST spielberechtigt. Entsprechend der hohen Zahl an einzelnen Spielen wird deshalb in den ersten Runden nur über eine kurze Distanz gespielt (meist Best of 7, also bis 4 Gewinnframes). Sofern eine Qualifikationsrunde vorgesehen ist, spielen alle Teilnehmer die gleiche Zahl an Qualifikationsrunden. Nur noch bei wenigen Turnieren (z. B. der Weltmeisterschaft) sind die Top-16-Spieler automatisch gesetzt. Daneben gibt es auch 3 Turniere, bei denen nur die Top-32-, Top-16- bzw. Top-8-Spieler der laufenden Saison spielberechtigt sind.

## Qualifikation
Über die Qualifikation der Spieler für die WST wird am Ende jeder Saison (nach der Weltmeisterschaft) entschieden. Die 64 Bestplatzierten der Snookerweltrangliste behalten ihren Platz automatisch. Die Spieler, die in der gerade zu Ende gegangenen Saison neu auf die Tour kamen, bleiben ebenfalls, da sie erst eine Saison lang Preisgelder sammeln konnten.
Der Rest der Plätze wird neu verteilt, wobei der genaue Modus von World Snooker jeweils erst gegen Ende der Saison festgelegt wird. 4 Startplätze gehen an die erfolgreichsten Spieler des Season Ranking, wobei bereits qualifizierten Spieler nicht berücksichtigt werden. Weitere 12 Plätze werden über die Q School vergeben, eine Reihe von unmittelbar nach der Weltmeisterschaft in Europa und Asien stattfindenden Qualifikationsturnieren. Weitere Spieler qualifizieren sich über eine Challenge Tour sowie über regionale Amateurmeisterschaften bzw. regionale Ranglisten. In Einzelfällen erhielten auch Spieler mit besonderer Bedeutung für die WST Invitational Tickets (z. B. Stephen Hendry, Steve Davis, Jimmy White).
Die Teilnahme an der WST steht auch Frauen offen. Allerdings konnte sich bis zur Saison 2020/2021 keine Spielerin qualifizieren. Es wurden jedoch Turniere speziell für Frauen ausgetragen, unter anderem seit 1976 eine Word Women’s Snooker Championship. Seit 2015 werden die Frauenturniere unter dem Dach der WPBSA ausgetragen. Seit der Saison 2021/2022 erhalten jeweils die beiden führenden Spielerinnen der Frauen-Weltrangliste einen 2 Jahres-Platz auf der WST. Sind diese Spielerinnen bereits auf der Tour wird der Platz an die nächst-platzierten Spielerinnen vergeben, so dass seit 2022/23 (mindestens) 4 Frauen auf der Tour spielen.

## Spieler aus dem deutschen Sprachraum auf der WST
Lasse Münstermann (Saison 2000/01) und Patrick Einsle (Saison 2006/07 und Saison 2010/11) waren die ersten beiden Deutschen auf der WST. Einsle erhielt das WST-Ticket zweimal über eine Wildcard, Münstermann durch den Sieg bei der Eurotour 2000. Beide fielen jedoch jeweils nach einer Saison wieder aus der Weltrangliste heraus, da sie nicht genug Punkte sammeln konnten. Über die EBSA Qualifying Tour 2012/13 sicherte sich Patrick Einsle für die Saisons 2013/14 und 2014/15 erneut einen Main-Tour-Platz, konnte sich aber wieder nicht auf der Tour etablieren.
Der Schweizer Alexander Ursenbacher erhielt über die Q-School ein Zweijahresticket für die Saison 2013/14 und 2014/15, konnte sich jedoch in diesem ersten Anlauf ebenfalls nicht auf der Tour etablieren. Als U21-Europameister erlangte er 2017 erneut ein Tour-Ticket und spielt seither in der WST. Er verlor den Tourplatz zwar nach der Saison 2022/23, konnte sich aber über die Q-School umgehend wieder qualifizieren. Sein bisher größter Erfolg war die Qualifikation für das Hauptfeld der Snookerweltmeisterschaft im Juli 2020.
Lukas Kleckers, der deutsche Meister von 2013, nahm 2015, 2016 und 2017 an der Q School teil und konnte sich im dritten Anlauf 2017 für die WST qualifizieren. Simon Lichtenberg qualifizierte sich mit dem Gewinn der U21-Europameisterschaft 2018 ebenfalls für die WST. Beide konnten sich nicht auf der Tour etablieren und schieden nach 2 Jahren wieder aus.
Lichtenberg (über die Q-School) und Kleckers (über die Challenge Tour) qualifizierten sich für die Saisons 2020/21 und 2021/22 erneut, schieden aber nach zwei Saisons wieder aus. Kleckers gelang über die Q-School der sofortige Wiedereinzug, er spielte also auch in den Saisons 2022/23 und 2023/24 auf der WST. Lichtenberg trat 2022 nicht mehr bei der Q-School an. Kleckers schied nach der Saison 2023/24 wieder aus und trat bei der Q-School nicht mehr an. In der Saison 2024/25 spielt daher kein deutscher Spieler auf der Tour.
Marcel Eckardt und Maike Kesseler sind mit der A-Lizenz als Schiedsrichter auf der Tour.